# Planetarium Mannheim

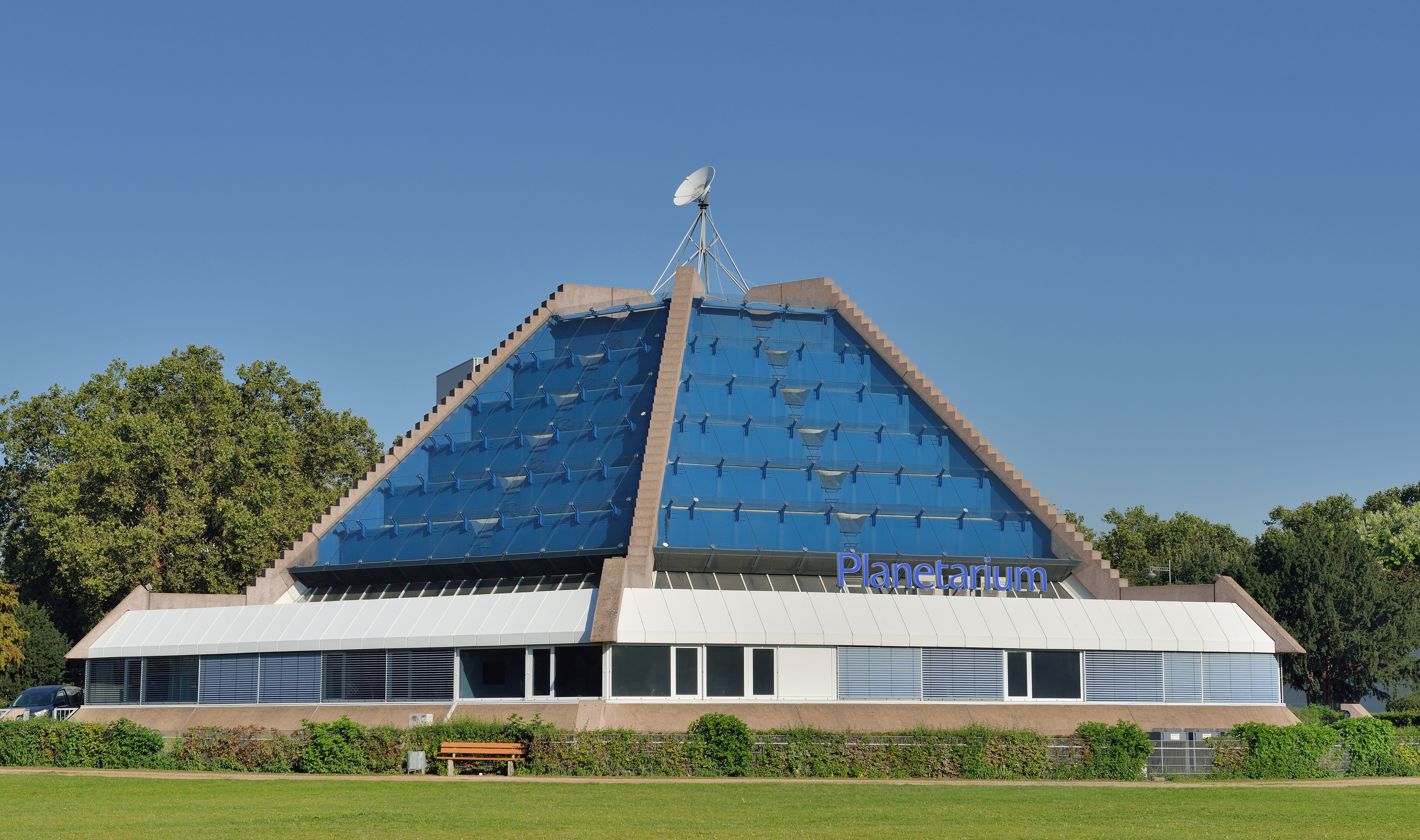
Planetarium

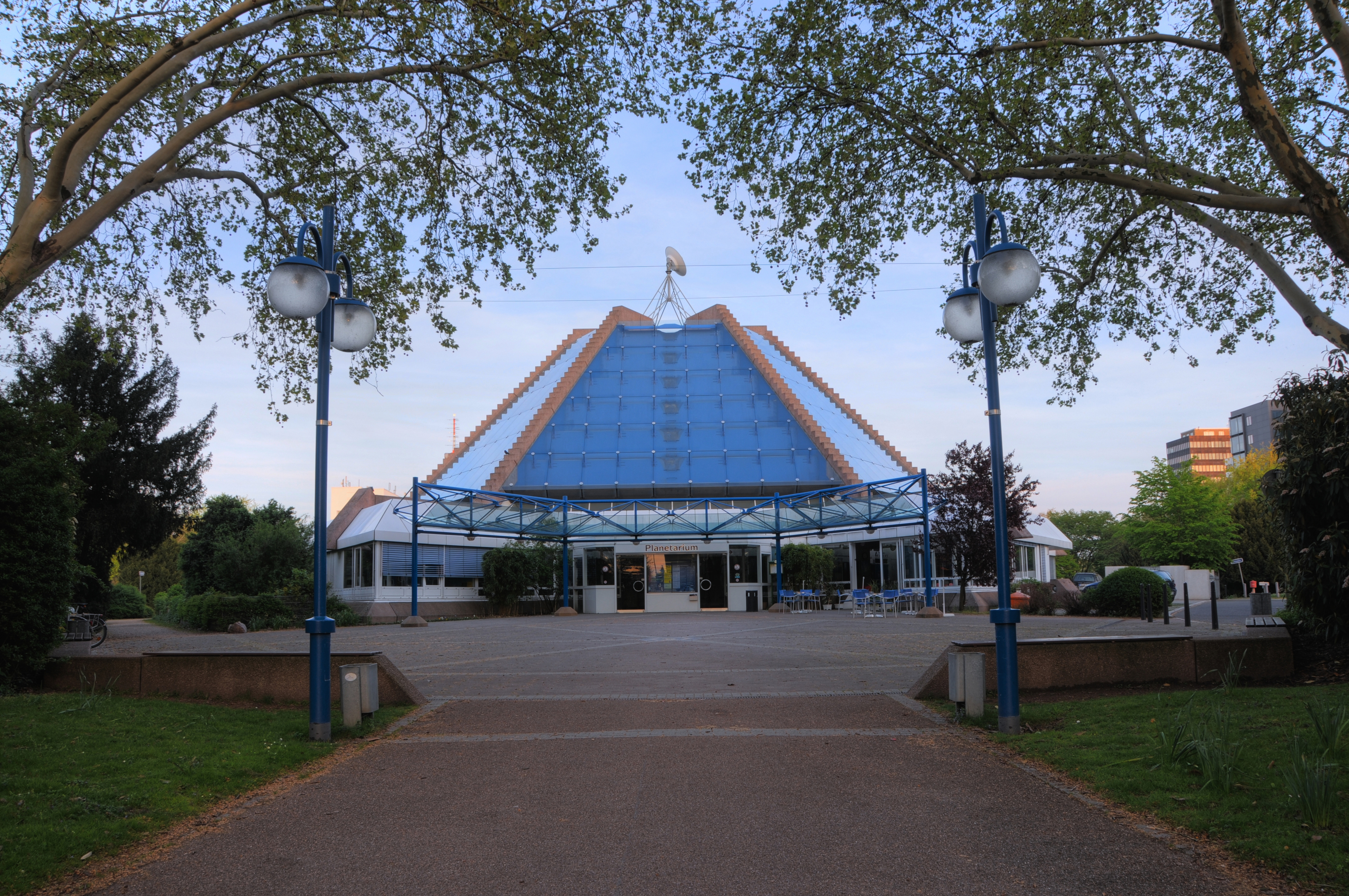
Eingang (am frühen Abend)

Das Planetarium Mannheim ist der Nachfolgebau des im Jahr 1927 als eines der weltweit ersten Planetarien errichteten Baus.
Die Projektionskuppel hat eine Höhe von 20 Metern und bietet 220 Zuschauern Platz. Seit dem Jahr 2002 besitzt das Planetarium das moderne Projektionsgerät „Universarium“ von Carl Zeiss.

## Geschichte
Das erste Planetarium wurde 1927 im unteren Luisenpark eröffnet. Es hatte eine 24,5 Meter hohe Kuppel und verfügte über 514 Sitzplätze. Bei einem Bombenangriff im Zweiten Weltkrieg wurde es 1943 schwer beschädigt und im Jahr 1953 abgerissen. 
Im Rahmen der Bundesgartenschau 1975 gab es wieder erste ernsthafte Pläne, ein neues Planetarium zu bauen. Besonders eine Bürgerinitiative um den Physiker Heinz Haber machte sich dafür stark.
Nachdem der Gemeinderat überzeugt werden konnte und das Land Baden-Württemberg einen Zuschuss von zwei Millionen DM versprochen hatte, wurde das neue Planetarium am 2. Dezember 1984 am östlichen Stadteingang auf dem bis dahin unbebauten Europaplatz zwischen den Fahrbahnen der Autobahn nach Heidelberg, heute Bundesstraße 37, eröffnet. Der Architekt war Wilfried Beck-Erlang. 
Als Projektionsgerät diente das „Modell VI“ von Zeiss (Oberkochen), damals der weltweit leistungsfähigste Planetariumsprojektor. Danach wurden viele technische Verbesserungen vorgenommen, wie eine Showlaser-Anlage oder Video-Großbildprojektoren. 2002 wurde für drei Millionen Euro das neue Projektionsgerät Zeiss „Universarium IX“ angeschafft.
Unter der 20 Meter großen Projektionskuppel besteht Platz für rund 280 Zuschauer. Im Jahr 2023 verzeichnete das Planetarium Mannheim 149.085 Besucher in 1195 Veranstaltungen.

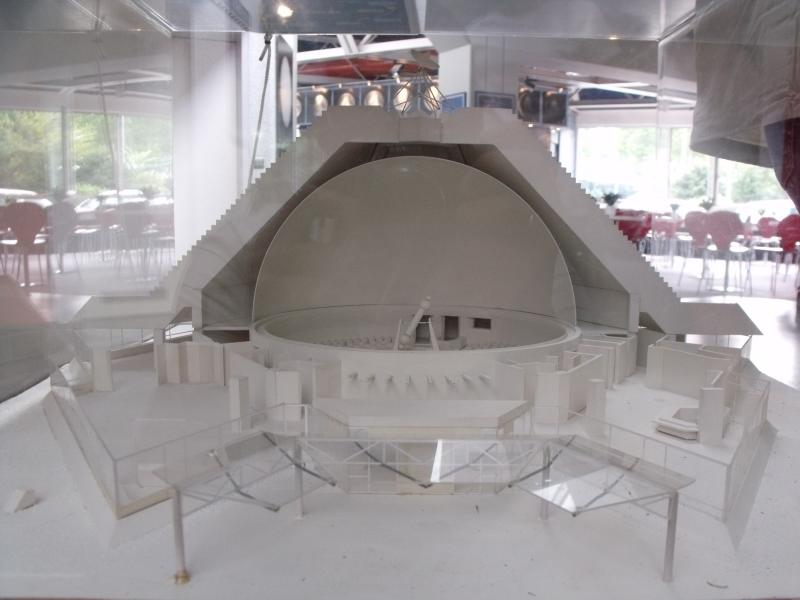
Modell des Planetariums
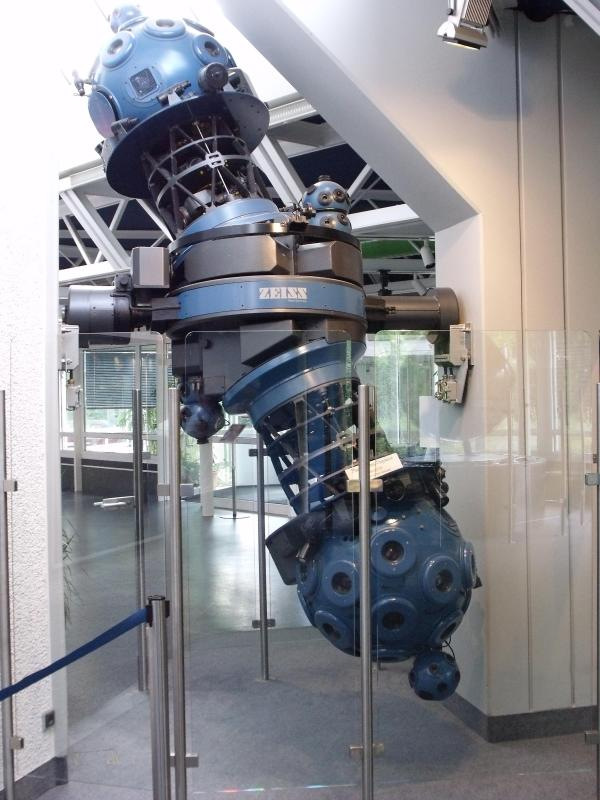
Modell VI
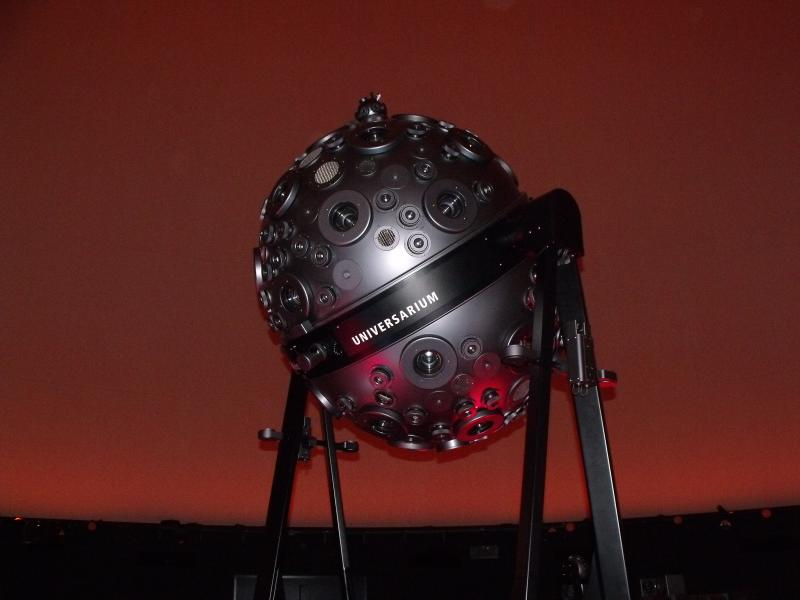
Universarium IX

Siehe auch: Liste der Planetarien in Deutschland